# Вонжа
Во́нжа — река в России, протекает в Кашинском районе Тверской области. Устье реки находится в 22 км по левому берегу реки Кашинка в черте города Кашин. Длина реки составляет 16 км, площадь водосборного бассейна — 44,1 км².

## Данные водного реестра
По данным государственного водного реестра России относится к Верхневолжскому бассейновому округу, водохозяйственный участок реки — Волга от Иваньковского гидроузла до Угличского гидроузла (Угличское водохранилище), речной подбассейн реки — бассейны притоков (Верхней) Волги до Рыбинского водохранилища. Речной бассейн реки — (Верхняя) Волга до Куйбышевского водохранилища (без бассейна Оки).
Код объекта в государственном водном реестре — 08010100812110000004308.